# Adam Glapa

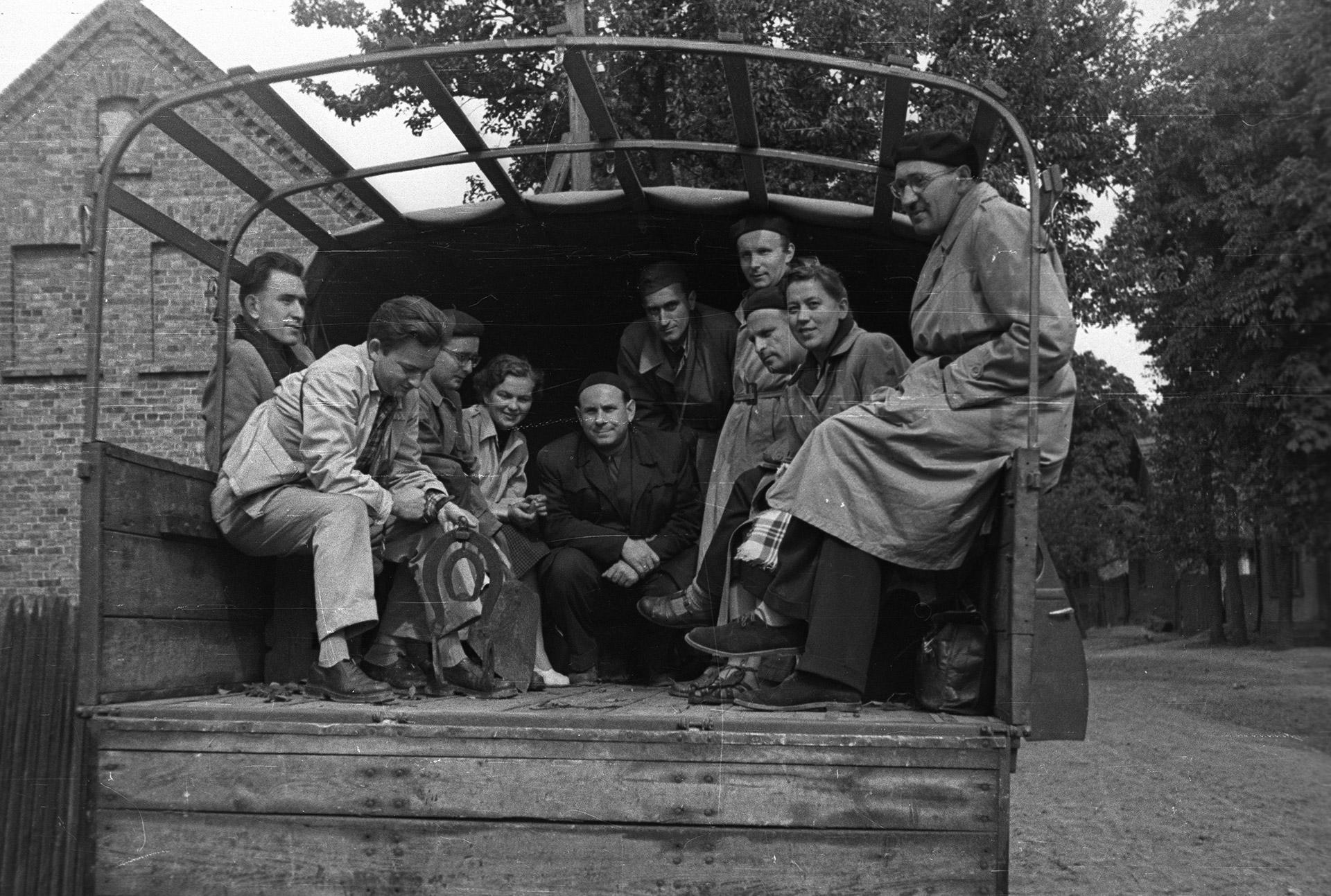
Adam Glapa (trzeci od prawej) ze współpracownikami podczas etnograficznych badań terenowych

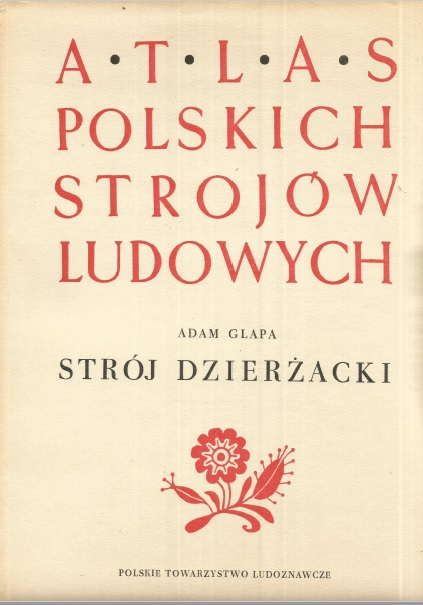
Okładka zeszytu Atlas Polskich Strojów Ludowych – Strój dzierżacki, 1953

Adam Glapa (ur. 4 maja 1916 w Grodzisku Wielkopolskim, zm. 7 lipca 2000 w Poznaniu) – polski etnograf, nauczyciel, badacz terenowy, społecznik i popularyzator kultury ludowej.

## Życiorys
Uczył się w Seminarium nauczycielskim w Lesznie, które ukończył w 1936. Po jego ukończeniu pracował jako prywatny nauczyciel w Pakosławiu pod Lwówkiem, potem pracował w szkole zawodowej w Swarzędzu i Zbąszyniu do 1939. Podczas II wojny światowej był ścigany przez władze okupacyjne za przynależność do Związku Zachodniego Polaków w Zbąszyniu. Uciekł do Poznania, w którym zamieszkał. Pracował w zakładzie fotograficznym Foto-Stewner ze Stanisławem Kuszą. Razem z nim oraz Janem z Domachowa Bzdęgą i Zygmuntem Brychcym nakręcił dwa filmy: Wieczornica ludowa i Z szarych dni.
W 1945 rozpoczął studia na Uniwersytecie Poznańskim, na kierunku etnografia z etnologią i prehistorią. Pracę magisterską dotyczącą stroju szamotulskiego, a przygotowaną pod kierunkiem Eugeniusza Frankowskiego obronił w 1950. W 1961 obronił pracę doktorską pt. „Strój międzyrzecko-babimojski (lubuski) na tle ubiorów wielkopolskich” przygotowaną pod kierunkiem Józefa Gajka na Uniwersytecie Wrocławskim.
W latach powojennych współorganizował zakładanie zespołów regionalnych w Szamotułach, Dąbrówce Wielkopolskiej, Kościanie. Grodzisku i Podmoklach oraz ogniska muzyczne w Zbąszyniu i Włoszakowicach.
Pracował w Muzeum Narodowym w Poznaniu organizując ekspozycję etnograficzną w tym mieście, a potem w pałacu Raczyńskich w Rogalinie. Był członkiem Polskiego Towarzystwa Ludoznawczego, w latach 1945-1962 pracował w nim na stanowisku redaktora technicznego. W latach 1962–1972 pracował w Pałacu Kultury w Poznaniu.

## Działalność naukowa
Prowadził badania terenowe na terenie Wielkopolski i Lubuskiego. Główne obszary zainteresowań to: kultura ludowa, sztuka ludowa, folklor, strój ludowy, historia i dzieje ruchu ludowego. Opublikował ponad 70 artykułów naukowych. Był członkiem zespołu badawczego, który pod kierunkiem Józefa Burszty prowadził badania terenowe na obszarze Wielkopolski. Opublikował 2 rozdziały (Ubiór chłopski i Z zagadnień higieny) w monografii zbiorowej pt. „Kultura ludowa Wielkopolski”. Publikował na łamach czasopism „Lud”, „Literatura ludowa”, „Polska Sztuka Ludowa”. W Cyfrowym Archiwum im. Józefa Burszty znajdują się fotografie z prowadzonych przez niego badań terenowych.

### Rodzina
W 1941 ożenił się z Marią W. Jakubowską (ur. 18 listopada 1920), z którą miał trójkę dzieci (córkę i dwóch synów). Po jej śmierci w 1977, ożenił się powtórnie w 1978 z Romaną Redler. Zmarł 7 lipca 2000 w Poznaniu, jest pochowany na Cmentarzu Miłostowskim (pole 34, kwatera 4, rząd 8, miejsce 1). Jego wnuczką jest dr Jowita Wycisk, psycholog.

## Odznaczenia i nagrody[6]
- Zasłużony Działacz Kultury (1968)
- Medal za Zasługi dla Obronności Kraju (1970)
- Odznaka Honorowa miasta Poznania (1971)
- Złota Odznaka Związku Nauczycielstwa Polskiego (1976)
- Medal Komisji Edukacji Narodowej (1980)
- Wielki Medal w 40. rocznicę Wyzwolenia Poznania (1945)